# Gòfer del Darién
El gòfer del Darién (Heterogeomys dariensis) és una espècie de mamífer rosegador de la família dels geòmids. És endèmic de Panamà.